# アキギリ属
アキギリ属（アキギリぞく）とは、シソ科の属の一つ。学名 Salvia 。
中南米やヨーロッパを中心に世界に約900種が分布する。サルビア、セージがこれに含まれる。1・2年草または宿根草であり、観賞用に栽培されるものが多数あるが、一部薬草として用いられる種類もある。なお、セージはサルビア属の英名であるため本属の植物の大半は英名にセージが入る。

## 特徴
草本、一部は低木になる。葉は対生、単葉のものもあるが、羽状複葉に避けるものも多い。
花は輪生に見えるが、実際には対生でありながら、それぞれが分枝を持つ偽輪生。それが穂状や総状などになる。萼は唇状で、上唇は三裂、下唇は二裂。花冠は唇花状。上唇は幅が狭くて立ち、下唇は幅が広くて三裂し、その中央が大きい。
ハナバチ類のみならず、ハナアブ類・ツリアブ類も訪花する。

## 下位分類
日本原産の種類としてはアキノタムラソウ、キバナアキギリ（黄花秋桐）など約10種がある。アキギリやアキノタムラソウは山野に普通な野草である。

## 主な種
日本国内に分布する種は以下の通り。
- テリハナツノタムラソウ Salvia akinesis A.Takano, Sera et Kurosaki
- アキギリ Salvia glabrescens (Franch. et Sav.) Makino
  - シボリミヤマアキギリ Salvia glabrescens (Franch. et Sav.) Makino var. purpureomaculata (Makino) K.Inoue
  - ハイコトジソウ Salvia glabrescens (Franch. et Sav.) Makino var. repens (Koidz.) Kurosaki
- シマジタムラソウ Salvia isensis Nakai ex H.Hara - 絶滅危惧II類
- アキノタムラソウ Salvia japonica Thunb.
- シナノアキギリ Salvia koyamae Makino - 絶滅危惧II類
- ナツノタムラソウ Salvia lutescens (Koidz.) Koidz. var. intermedia (Makino) Murata
  - ミヤマタムラソウ Salvia lutescens (Koidz.) Koidz. var. crenata (Makino) Murata
  - ウスギナツノタムラソウ Salvia lutescens (Koidz.) Koidz. var. lutescens
  - ニシノタムラソウ Salvia lutescens (Koidz.) Koidz. var. occidentalis A.Takano
  - ダンドタムラソウ Salvia lutescens (Koidz.) Koidz. var. stolonifera G.Nakai
- キバナアキギリ Salvia nipponica Miq.
  - キソキバナアキギリ Salvia nipponica Miq. var. kisoensis K.Imai
  - ミツデコトジソウ Salvia nipponicaMiq. var. trisecta (Matsum. ex Kudô) Honda
- タジマタムラソウ Salvia omerocalyx Hayata - 絶滅危惧II類
  - ハイタムラソウ Salvia omerocalyx Hayata var. prostrata Satake
- ミゾコウジュ Salvia plebeian R.Br. - 準絶滅危惧
- ヒメタムラソウ Salvia pygmaea Matsum.
  - アマミタムラソウ Salvia pygmaea Matsum. var. simplicior Hatus. ex T.Yamaz. - 絶滅危惧IB類
- ハルノタムラソウ Salvia ranzaniana Makino

日本国における帰化植物を次に示す。
- イヌヒメコヅチ Salvia reflexa Hornem.
- ミナトタムラソウ Salvia verbenaca L.

日本国外の有名なものを挙げる。
- サルビア・アズレア（ブルーセージ） S. azurea
- サルビア・インディゴスパイヤー S. 'Indigo Spires'サルビア ‘インディゴスパイヤー’

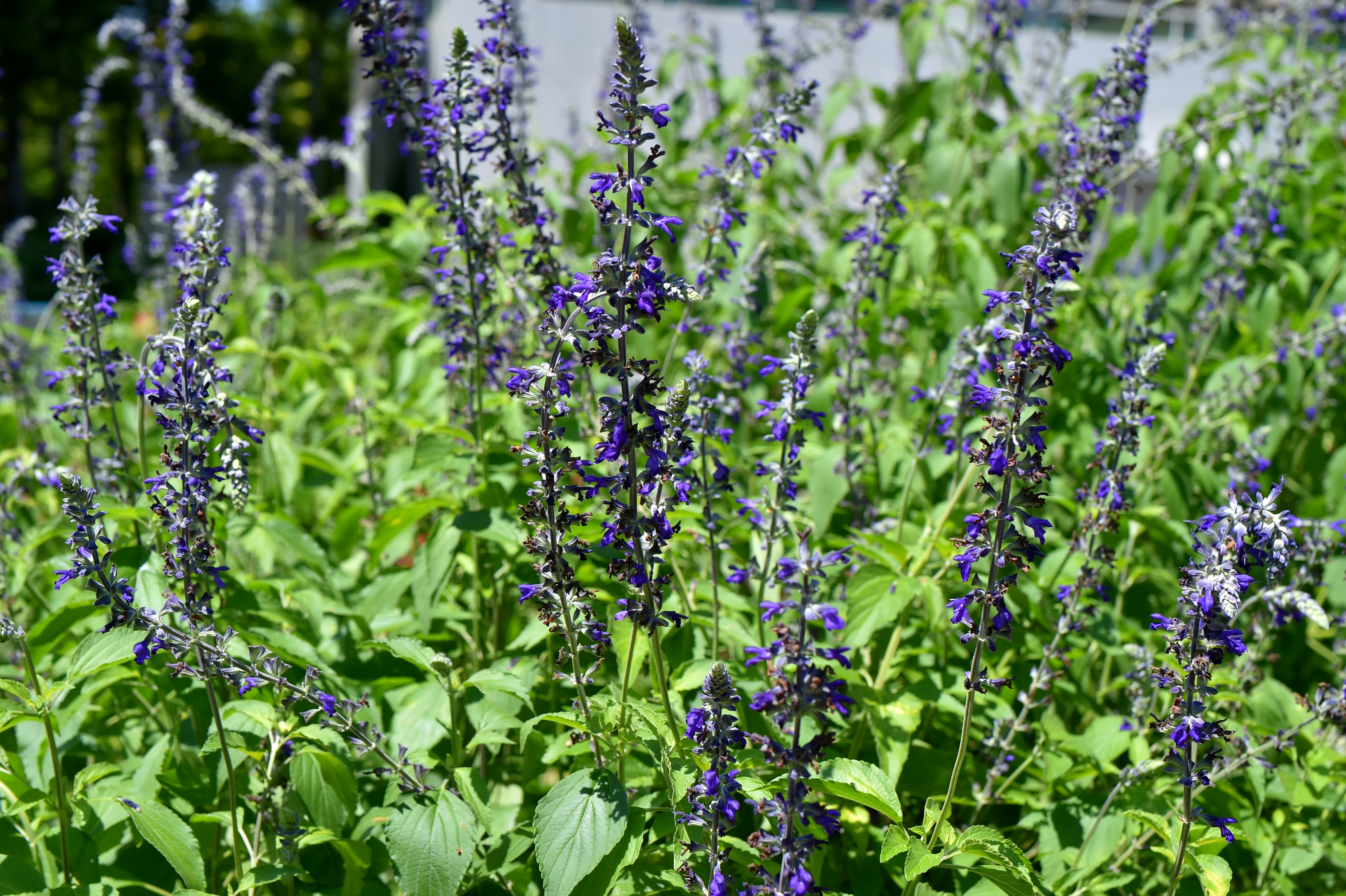
サルビア ‘インディゴスパイヤー’

- サルビア・ウリギノーサ（ボッグセージ） S. Uliginosaサルビア・ウリギノーサ

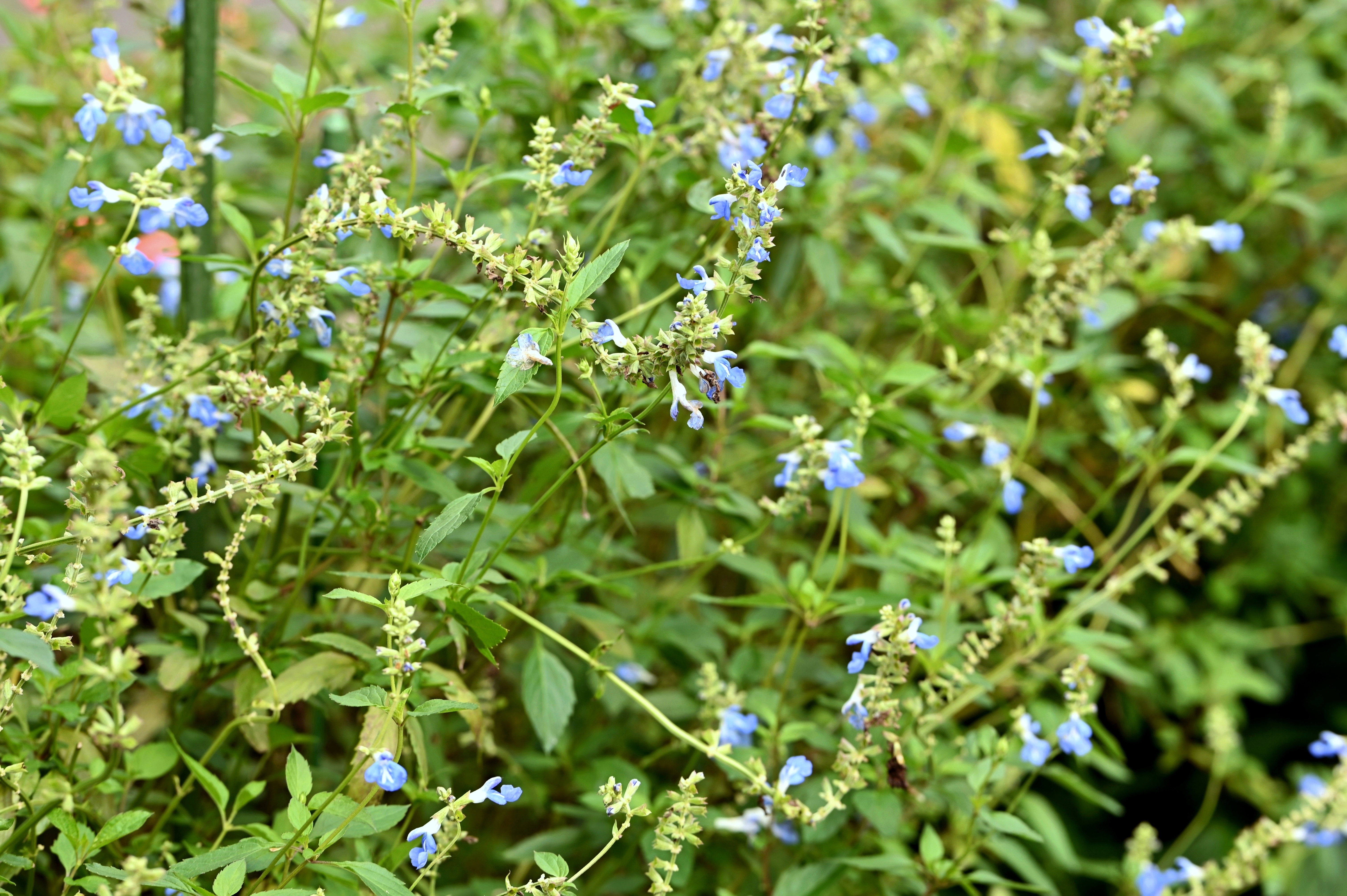
サルビア・ウリギノーサ

- サルビア・エレガンス（パイナップルセージ） S. elegans 'Scarlet Pineapple'
- サルビア・オフィキナリス（薬用サルビア、コモンセージ、セージ） S. officinalis
- サルビア・ガラニチカ（アニスセンテッドセージ） S. guaranitica
- サルビア・グルチノーサ（ジュピターズディスタフ） S. glutinosa
- サルビア・グレッギー（チェリーセージ） S. greggi
- サルビア・コクシネア（またはサルビア・コッキネア） S. coccinea
- サルビア・シナロエンシス（コズミックブルー） S. sinaloensis
- サルビア・スクラレア（クラリーセージ、オニサルビア） S. sclarea
- サルビア・スプレンデンス（ヒゴロモソウ、サルビア） S. splendens
- サルビア・ディスコロール S. discolor
- サルビア・ディビノラム S. divinorum
  - 幻覚作用を持つサルビノリンAは、日本など多くの国では所持・使用が禁止されている。
- サルビア・トランシルバニカ S. transsylvanica
- サルビア・パテンス（ソライロサルビア） S. patens
- サルビア・ビリディス（ペインテッドセージ） S. viridis (horminum)
- サルビア・ファリナセア（ブルーサルビア） S. farinacea
- サルビア・プラテンシス（メドーセージ） S. pratensisサルビア・プラテンシス

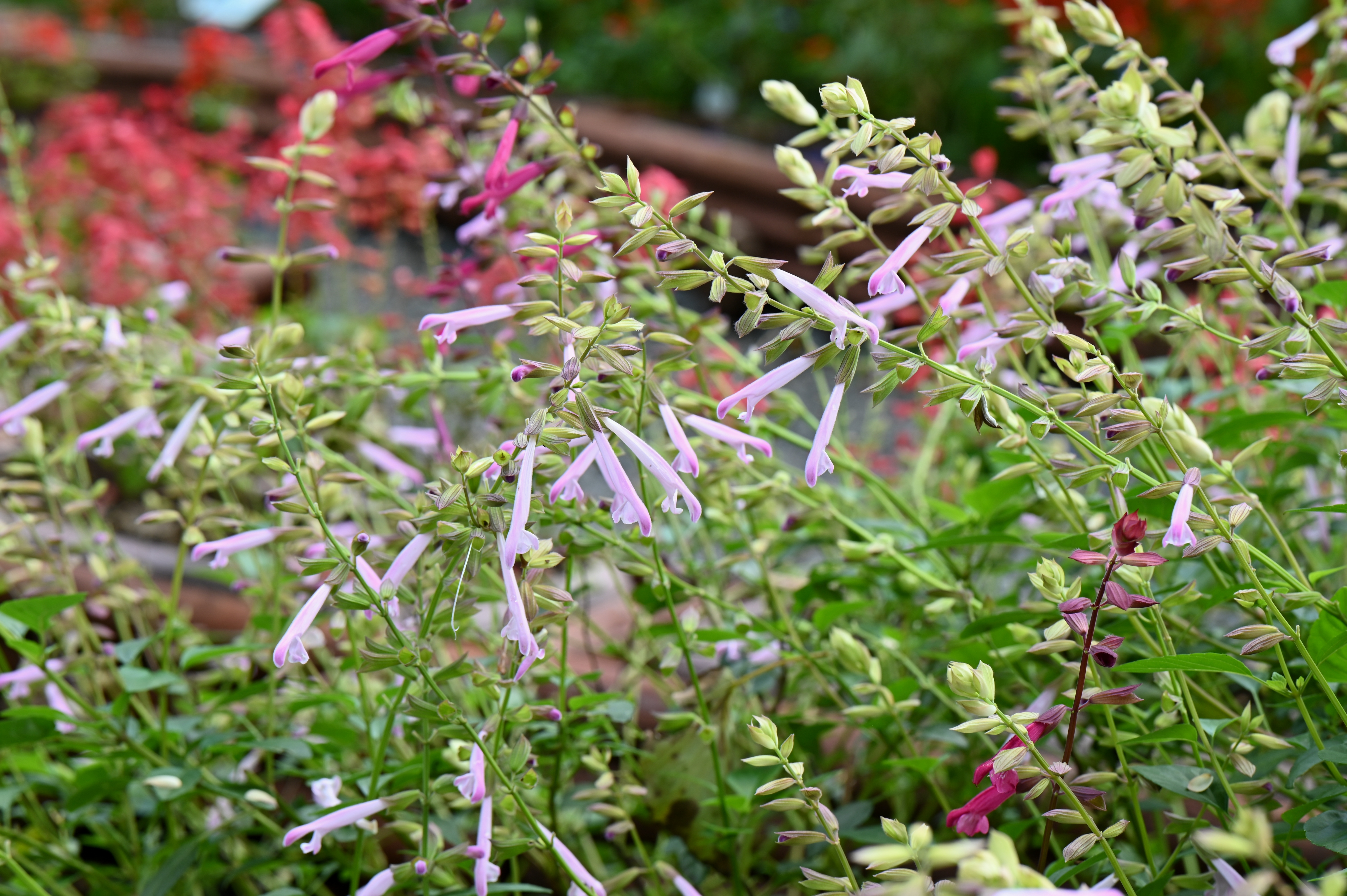
サルビア・プラテンシス

- サルビア・ミクロフィラ（チェリーセージ） S. microphylla　ホットリップスなどで知られる国内では定番の人気のチェリーセージ。街角の小さな花店やホームセンターの園芸コーナーでも普通に見られるほどまでに普及している。
- サルビア・ミルティオリザ（タンジン） S. miltiorrhiza
- サルビア・ヤメンシス（チェリーセージ） S x jamensis　グレッギーとミクロフィラの自然交雑種。交雑の度合いの違いによる30種ほどがあり、そのうち耐寒性の高い数種が園芸種として流通している。需要の高さの割に扱っている業者が少ない関係で絶対数が需要数に追い付いていない面があり、2020年現在では入手が比較的難しいのが現状。
- サルビア・ヤンギー（ロシアンセージ） S. yangii
- サルビア・リラータ S. lyrata
- サルビア・レウカンサ（アメジストセージ、メキシカンブッシュセージ） S. leucantha
- サルビア・レペンス S. repens